# Gora Dokuchaeva
Gora Dokuchaeva är ett berg i Antarktis. Det ligger i Östantarktis. Australien gör anspråk på området. Toppen på Gora Dokuchaeva är 1 407 meter över havet.
Terrängen runt Gora Dokuchaeva är huvudsakligen platt, men åt sydost är den kuperad. Trakten är obefolkad. Det finns inga samhällen i närheten.